# 里奇伍茲鎮區 (阿肯色州傑克遜縣)
里奇伍茲鎮區（英語：Ridgewoods Township）是位於美國阿肯色州傑克遜縣的一個行政鎮區。

## 地方資料
里奇伍茲鎮區的面積為103.02平方千米，當中陸地面積為101.39平方千米，而水域面積為0.63平方千米。根據2010年美國人口普查的數據，當地共有人口341人，而人口密度為每平方千米3.31人。